# Arondismentul Paris
Arondismentul Paris (în franceză Arrondissement de Paris) este un arondisment din departamentul Paris, regiunea Île-de-France, Franța.
Format:Arondismente din Île-de-France